# Organización territorial de Hungría
Hungría se subdivide administrativamente en veinte regiones, de las que diecinueve son condados («megyék», singular: «megye») y la otra es la ciudad capital («főváros»): Budapest. Hay veintitrés ciudades con derecho de condado («megyei jogú városok», singular: «megyei jogú város»), a veces llamados condados urbanos. Las autoridades locales de estas ciudades han ampliado sus poderes pero no son unidades territoriales independientes.
En 1999, por la ley 1999/XCII en conjunto a la ley 1996/XXI, se crearon en Hungría siete regiones. Esta división pretendió replantear la división administrativa, entonces organizada en veinte zonas, cambiándola por diecinueve condados y la capital, Budapest. Las regiones agrupan los condados.

## Regiones de Hungría

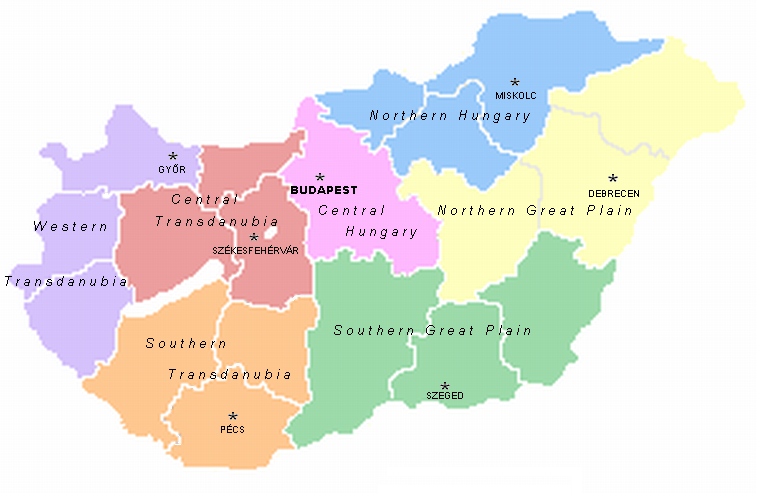
Regiones de Hungría, con los condados de cada una.

Nombres de las regiones y de cada uno de sus condados:
- Hungría Septentrional: Borsod-Abaúj-Zemplén, Heves y Nógrád.
- Gran Llanura Septentrional: Hajdú-Bihar, Jász-Nagykun-Szolnok y Szabolcs-Szatmár-Bereg.
- Gran Llanura Meridional: Bács-Kiskun, Békés y Csongrád.
- Hungría Central: Pest y la capital, Budapest.
- Transdanubio Central: Komárom-Esztergom, Fejér y Veszprém.
- Transdanubio Occidental: Győr-Moson-Sopron, Vas y Zala.
- Transdanubio Meridional: Baranya, Somogy y Tolna.

## Condados de Hungría
Dentro de los condados hay 23 ciudades con derechos de condado (megyei jogú város, condados urbanos). Además de las capitales hay otras cinco ciudades que ostentan este título:
- Érd (Pest)
- Dunaújváros (Fejér)
- Hódmezővásárhely (Csongrád)
- Nagykanizsa (Zala)
- Sopron (Győr-Moson-Sopron)

| Nombre del condado     | Sede del condado | Superficie (km²) | Población | Densidad de población | Pueblos/villas |
| ---------------------- | ---------------- | ---------------- | --------- | --------------------- | -------------- |
|                        |                  |                  |           |                       |                |
| Bács-Kiskun            | Kecskemét        | 8.445            | 541.584   | 64                    | 119            |
| Baranya                | Pécs             | 4.430            | 402.260   | 91                    | 301            |
| Békés                  | Békéscsaba       | 5.631            | 392.845   | 70                    | 75             |
| Borsod-Abaúj-Zemplén   | Miskolc          | 7.247            | 739.143   | 102                   | 355            |
| Csongrád               | Szeged           | 4.263            | 425.785   | 100                   | 60             |
| Fejér                  | Székesfehérvár   | 4.359            | 428.579   | 98                    | 108            |
| Győr-Moson-Sopron      | Győr             | 4.208            | 440.138   | 105                   | 182            |
| Hajdú-Bihar            | Debrecen         | 6.211            | 550.265   | 89                    | 82             |
| Heves                  | Eger             | 3.637            | 323.769   | 89                    | 119            |
| Jász-Nagykun-Szolnok   | Szolnok          | 5.582            | 413.174   | 74                    | 75             |
| Komárom-Esztergom      | Tatabánya        | 2.265            | 315.886   | 139                   | 76             |
| Nógrád                 | Salgótarján      | 2.546            | 218.218   | 86                    | 129            |
| Pest                   | Budapest         | 6.393            | 1.124.395 | 176                   | 186            |
| Somogy                 | Kaposvár         | 6.036            | 334.065   | 55                    | 244            |
| Szabolcs-Szatmár-Bereg | Nyíregyháza      | 5.936            | 583.564   | 98                    | 228            |
| Tolna                  | Szekszárd        | 3.703            | 247.287   | 67                    | 108            |
| Vas                    | Szombathely      | 3.336            | 266.342   | 80                    | 216            |
| Veszprém               | Veszprém         | 4.493            | 368.519   | 82                    | 217            |
| Zala                   | Zalaegerszeg     | 3.784            | 269.705   | 78                    | 257            |

## Eurorregiones
Por su parte, actualmente la Unión Europea ha dividido Hungría en las siguientes regiones:
- Cárpatos: Borsod-Abaúj-Zemplén, Szabolcs-Szatmár-Bereg, Hajdú-Bihar, Jász-Nagykun-Szolnok, Heves.
- Panonia Occidental: Győr-Moson-Sopron, Vas, Zala.
- Danubio-Drava-Sava: Baranya
- Danubio-Kris-Mures-Tisa (DKMT): Bács-Kiskun, Békés, Csongrád, Jász-Nagykun-Szolnok.
- Ister-Granum Euroregion: Komárom-Esztergom, Nógrád.

| Localización   | Región                     | Región                     | Región                     | Región                     | Localización | Condado              | Condado              | Condado              | Condado              | Condado              | Condado          |
|                | Capital                    | Área (km²)                 | Habitantes                 | Densidad (hab./km²)        |              | Capital              | Área (km²)           | Habitantes           | Densidad (hab./km²)  | Municipios           | Condados urbanos |
| -------------- | -------------------------- | -------------------------- | -------------------------- | -------------------------- | ------------ | -------------------- | -------------------- | -------------------- | -------------------- | -------------------- | ---------------- |
|                | Hungría Septentrional      | Hungría Septentrional      | Hungría Septentrional      | Hungría Septentrional      |              | Borsod-Abaúj-Zemplén | Borsod-Abaúj-Zemplén | Borsod-Abaúj-Zemplén | Borsod-Abaúj-Zemplén | Borsod-Abaúj-Zemplén |                  |
| Miskolc        | 13.428                     | 1.289.000                  | 96                         | Miskolc                    | 7.247        | 739.143              | 102                  | 355                  |                      |                      |                  |
| Miskolc        | 13.428                     | 1.289.000                  | 96                         | Heves                      |              |                      |                      |                      |                      |                      |                  |
| Miskolc        | 13.428                     | 1.289.000                  | 96                         | Eger                       | 3.637        | 323.769              | 89                   | 119                  |                      |                      |                  |
| Miskolc        | 13.428                     | 1.289.000                  | 96                         | Nógrád                     |              |                      |                      |                      |                      |                      |                  |
| Miskolc        | 13.428                     | 1.289.000                  | 96                         | Salgótarján                | 2.546        | 218.218              | 86                   | 129                  |                      |                      |                  |
|                | Gran Llanura Septentrional | Gran Llanura Septentrional | Gran Llanura Septentrional | Gran Llanura Septentrional |              | Hajdú-Bihar          | Hajdú-Bihar          | Hajdú-Bihar          | Hajdú-Bihar          | Hajdú-Bihar          |                  |
| Debrecen       | 17.749                     | 1.554.000                  | 88                         | Debrecen                   | 6.211        | 550.265              | 89                   | 82                   |                      |                      |                  |
| Debrecen       | 17.749                     | 1.554.000                  | 88                         | Szabolcs-Szatmár-Bereg     |              |                      |                      |                      |                      |                      |                  |
| Debrecen       | 17.749                     | 1.554.000                  | 88                         | Nyíregyháza                | 5.936        | 583.564              | 98                   | 228                  |                      |                      |                  |
| Debrecen       | 17.749                     | 1.554.000                  | 88                         | Jász-Nagykun-Szolnok       |              |                      |                      |                      |                      |                      |                  |
| Debrecen       | 17.749                     | 1.554.000                  | 88                         | Szolnok                    | 5.582        | 413.174              | 74                   | 75                   |                      |                      |                  |
|                | Gran Llanura Meridional    | Gran Llanura Meridional    | Gran Llanura Meridional    | Gran Llanura Meridional    |              | Csongrád             | Csongrád             | Csongrád             | Csongrád             | Csongrád             | Hódmezővásárhely |
| Szeged         | 18.339                     | 1.367.000                  | 75                         | Szeged                     | 4.263        | 425.785              | 100                  | 60                   |                      |                      |                  |
| Szeged         | 18.339                     | 1.367.000                  | 75                         | Békés                      |              |                      |                      |                      |                      |                      |                  |
| Szeged         | 18.339                     | 1.367.000                  | 75                         | Békéscsaba                 | 5.631        | 392.845              | 70                   | 75                   |                      |                      |                  |
| Szeged         | 18.339                     | 1.367.000                  | 75                         | Bács-Kiskun                |              |                      |                      |                      |                      |                      |                  |
| Szeged         | 18.339                     | 1.367.000                  | 75                         | Kecskemét                  | 8.445        | 541.584              | 64                   | 119                  |                      |                      |                  |
|                | Hungría central            | Hungría central            | Hungría central            | Hungría central            |              | Pest                 | Pest                 | Pest                 | Pest                 | Pest                 | Érd              |
| Budapest       | 6.919                      | 2.825.000                  | 408                        | Budapest                   | 6.393        | 1.124.395            | 176                  | 186                  |                      |                      |                  |
| Budapest       | 6.919                      | 2.825.000                  | 408                        | Budapest                   |              |                      |                      |                      |                      |                      |                  |
| Budapest       | 6.919                      | 2.825.000                  | 408                        | Budapest                   | 525          | 2.009.991            | 3.233                |                      |                      |                      |                  |
|                | Transdanubio Central       | Transdanubio Central       | Transdanubio Central       | Transdanubio Central       |              | Fejér                | Fejér                | Fejér                | Fejér                | Fejér                | Dunaújváros      |
| Székesfehérvár | 11.237                     | 1.114.000                  | 99                         | Székesfehérvár             | 4.359        | 428.579              | 98                   | 108                  |                      |                      |                  |
| Székesfehérvár | 11.237                     | 1.114.000                  | 99                         | Komárom-Esztergom          |              |                      |                      |                      |                      |                      |                  |
| Székesfehérvár | 11.237                     | 1.114.000                  | 99                         | Tatabánya                  | 2.265        | 315.886              | 139                  | 76                   |                      |                      |                  |
| Székesfehérvár | 11.237                     | 1.114.000                  | 99                         | Veszprém                   |              |                      |                      |                      |                      |                      |                  |
| Székesfehérvár | 11.237                     | 1.114.000                  | 99                         | Veszprém                   | 4.493        | 368.519              | 82                   | 217                  |                      |                      |                  |
|                | Transdanubio Occidental    | Transdanubio Occidental    | Transdanubio Occidental    | Transdanubio Occidental    |              | Győr-Moson-Sopron    | Győr-Moson-Sopron    | Győr-Moson-Sopron    | Győr-Moson-Sopron    | Győr-Moson-Sopron    | Sopron           |
| Győr           | 11.209                     | 1.004.000                  | 90                         | Győr                       | 4.208        | 440.138              | 105                  | 182                  |                      |                      |                  |
| Győr           | 11.209                     | 1.004.000                  | 90                         | Vas                        |              |                      |                      |                      |                      |                      |                  |
| Győr           | 11.209                     | 1.004.000                  | 90                         | Szombathely                | 3.336        | 266.342              | 80                   | 216                  |                      |                      |                  |
| Győr           | 11.209                     | 1.004.000                  | 90                         |                            | Zala         | Zala                 | Zala                 | Zala                 | Zala                 | Nagykanizsa          |                  |
| Győr           | 11.209                     | 1.004.000                  | 90                         | Zalaegerszeg               | 3.784        | 269.705              | 78                   | 257                  |                      |                      |                  |
|                | Transdanubio Meridional    | Transdanubio Meridional    | Transdanubio Meridional    | Transdanubio Meridional    |              | Baranya              | Baranya              | Baranya              | Baranya              | Baranya              |                  |
| Pécs           | 14.169                     | 989.000                    | 70                         | Pécs                       | 4.430        | 402.260              | 91                   | 301                  |                      |                      |                  |
| Pécs           | 14.169                     | 989.000                    | 70                         | Tolna                      |              |                      |                      |                      |                      |                      |                  |
| Pécs           | 14.169                     | 989.000                    | 70                         | Szekszárd                  | 3.703        | 247.287              | 67                   | 108                  |                      |                      |                  |
| Pécs           | 14.169                     | 989.000                    | 70                         | Somogy                     |              |                      |                      |                      |                      |                      |                  |
| Pécs           | 14.169                     | 989.000                    | 70                         | Kaposvár                   | 6.036        | 334.065              | 55                   | 244                  |                      |                      |                  |